# Ich weiß noch immer, was du letzten Sommer getan hast
Ich weiß noch immer, was du letzten Sommer getan hast ist die Fortsetzung des Horrorfilms Ich weiß, was du letzten Sommer getan hast und ist somit der zweite Teil der Trilogie. Der Film entstand 1998 unter der Regie des US-Amerikaners Danny Cannon.

## Handlung
Vor knapp zwei Jahren haben Julie und drei ihrer Freunde den Fischer Ben Willis vermeintlich tot ins Meer geworfen, und vor etwa zwölf Monaten wurden zwei der Freunde auf grausame Art und Weise umgebracht. Julie hat seitdem noch immer schreckliche Albträume von dem Mörder. Als sie eines Tages nach einer Panikattacke den Unterricht verlässt, trifft sie auf Ray, der sie einlädt, die anstehenden Ferien mit ihm zusammen in Southport zu verbringen. Sie lehnt ab und lässt ihn enttäuscht stehen. Am nächsten Morgen werden Julie und ihre Mitbewohnerin Karla von dem Moderator ihrer Lieblingsradioshow angerufen, Karla beantwortet die Frage nach der Hauptstadt von Brasilien mit „Rio de Janeiro“ und gewinnt einen Wochenendausflug für vier Personen auf die Bahamas. Sie lädt ihren Freund Tyrell und Julie ein. Julie bittet Ray telefonisch, mitzukommen, doch er lehnt ab – tatsächlich plant er sie mit einem Heiratsantrag zu überraschen. So nimmt Karla noch Julies Collegefreund Will mit, mit dem sie Julie verkuppeln möchte.
Auf der Insel wird den vieren von einem mürrischen Portier mitgeteilt, dass alle anderen Gäste aufgrund der bevorstehenden Hurrikansaison die Insel verlassen und sie die einzigen Gäste sind. Als Julie am Abend in der Karaoke-Bar des Hotels von Karla zum Singen aufgefordert wird, sieht sie auf dem Bildschirm anstatt des Liedtextes den Satz: „Ich weiß noch immer was du letzten Sommer getan hast“. Sie reagiert panisch und läuft auf ihr Zimmer, wo sie kurz darauf die Leiche eines Hotelangestellten im Schrank findet. Nun ist sie sich sicher, dass Ben Willis auf der Insel sein muss. Julie weiht daraufhin Karla, Will und Tyrell in die Geschehnisse der letzten beiden Sommer ein. Das Hotel ist zu diesem Zeitpunkt bereits leer. Die wenigen verbliebenen Angestellten fallen weiteren Morden zum Opfer, und da der Schiffsverkehr eingestellt wurde, ist es den Freunden nicht mehr möglich, die Insel zu verlassen. Das Funkgerät des Hotels finden sie zerstört neben dem ermordeten Portier vor.
Julie wird beim Versuch, sich abzulenken, im Solarium eingesperrt und maximaler Strahlungsstärke ausgesetzt, aber von Tyrell und Will befreit. Sie fliehen in den Keller, dort wird Tyrell brutal ermordet. Als Julie erkennt, dass sie die Rätselfrage falsch beantwortet hatte, wird ihr auch klar, dass der Gewinn im Radiospiel eine Falle für sie war. Sie fliehen in den Sturmschutzraum und finden dort die Leichen der bisher Ermordeten versammelt. Will befreit sie daraus, mit blutverschmierter Kleidung, und schickt sie ins Hotel zurück. Als Julie ihn verbinden will, eröffnet er ihr, dass er gar nicht verletzt ist. Er ist der Sohn von Ben Willis und hat Julie mit dem Gewinnspiel auf die Insel gelockt. Sein Name „Will Benson“ („Bens Sohn“) ist ein Hinweis darauf. Julie wird von Will zum nahe gelegenen Friedhof gezerrt, wo Ben Willis sie bereits erwartet.
Zwischenzeitlich wird auf Ray auch ein Mordanschlag verübt, den er verletzt überlebt. Er flieht aus dem Krankenhaus, besorgt sich eine Schusswaffe und fährt trotz des Sturms auf die Insel. Dort schafft er es, den Mord an Julie auf dem Friedhof zu verhindern, wird dabei jedoch selbst angegriffen. Doch Bens Todesstoß trifft stattdessen seinen Sohn Will. Julie schießt Ben mit Rays Waffe an, er fällt in das Grab, das eigentlich für Julie gedacht war. Am nächsten Morgen werden Julie, Ray und Karla, die dem Killer knapp entkommen ist, von der Küstenwache gerettet.
Nach einem weiteren Jahr sind Ray und Julie verheiratet und wohnen gemeinsam in einem Haus. Julie kehrt abends heim und kommt die Treppe hoch. Sie läuft am Badezimmer vorbei, in dem sich Ray befindet, in ein noch nicht eingerichtetes Zimmer und schließt das dort geöffnete Fenster. Als sie den Raum verlässt, sieht man matschige Fußspuren auf dem Boden. Sie geht ins Schlafzimmer und setzt sich auf das Bett. Da sieht sie im Spiegel Ben Willis unter ihrem Bett liegen. Er zieht ihre Füße mit dem Haken unters Bett.

## Kritiken
„Dem gleichen Prinzip wie dem des Vorläufers folgend - um Julie herum werden alle Personen abgeschlachtet -, geht es auch hier um vordergründigen Schrecken. Dass die Antwort auf das Radioquiz falsch war, fällt dem ungebildeten Amerikaner natürlich nicht auf. So wird direkt klar, dass alles nur eine Falle ist. Was folgte ist öder Horror nach Schema F. Da kann auch die verdammt hübsche Hauptdarstellerin Jennifer Love Hewitt und die schwarze US-Erfolgssängerin Brandy (Have You Ever?) nichts reißen. Einfach langweilig!“

„Auch die erfolgreiche Fortsetzung von „Ich weiß, was du letzten Sommer getan hast“ hat wieder einiges an Nervenkitzel zu bieten, denn der Alptraum hat gerade erst begonnen. An der Seite von Jennifer Love Hewitt gibt Popstar und Teenie-Ikone Brandy in diesem spannenden Horror-Thriller von Danny Cannon einen sehenswerten Kinoauftritt.“

„Ein müder Aufguß mit spannungsarmem Plot, der sein Heil in verstärkter Leichenproduktion sucht. Allenfalls das frische Spiel der jungen Darsteller fällt positiv auf.“

## Soundtrack
1. CJ Bolland – Sugar Is Sweeter [Danny Saber Remix]
2. Jennifer Love Hewitt – How Do I Deal
3. Deetah – Relax
4. Swirl 360 – Hey Now Now
5. Orgy – Blue Monday
6. Bijou Phillips – Polite
7. Jory Eve – Try to Say Goodbye
8. Grant Lee Buffalo – Testimony
9. Reel Tight – (Do You) Wanna Ride
10. Imogen Heap – Getting Scared
11. Lamb – Gorecki
12. John Frizzell – Julie's Theme (Original Motion Picture Score)

## Hintergrund
- Ich weiß noch immer, was du letzten Sommer getan hast spielte bei Kosten von 24 Millionen US-Dollar knapp 40 Millionen US-Dollar ein.[5]
- Jennifer Love Hewitt steuerte ihre Hitsingle „How Do I Deal“ bei.

Die deutsche Synchronfassung entstand bei der Studio Babelsberg Synchron GmbH, Berlin. Frank Schaff schrieb das Dialogbuch und Oliver Rohrbeck führte Regie.
| Figur              | Darsteller           | Deutscher Sprecher       |
| ------------------ | -------------------- | ------------------------ |
| Julie James        | Jennifer Love Hewitt | Dascha Lehmann           |
| Karla Wilson       | Brandy               | Claudia Urbschat-Mingues |
| Tyrell             | Mekhi Phifer         | Simon Jäger              |
| Ray Bronson        | Freddie Prinze jr.   | Dennis Schmidt-Foß       |
| Ben Willis         | Muse Watson          | Michael Telloke          |
| Estes              | Bill Cobbs           | Helmut Krauss            |
| Will Benson        | Matthew Settle       | Matthias Hinze           |
| Mr. Brooks         | Jeffrey Combs        | K.Dieter Klebsch         |
| Nancy              | Jennifer Esposito    | Irina von Bentheim       |
| Titus              | Jack Black           | Peter Flechtner          |
| Dave               | John Hawkes          | Gerrit Schmidt-Foß       |
| Pfandhaus-Besitzer | Mark Boone Junior    | Bernd Schramm            |